# Muriel Day
Muriel Day (Newtownards, Irlanda do Norte, 11 de janeiro de 1942) é uma cantora irlandesa. Ela foi a primeira cantora da Irlanda do Norte a representar a Irlanda no Festival Eurovisão da Canção. Ela também foi a primeira mulher a representar a República da Irlanda, que competia desde 1965. Depois de dar o nome dela a uma banda irlandesa  e entrar no filme britânico "Billy Liar", em 1963, Day foi escolhida para representar a Irlanda em 1969, onde interpretou em Madrid o tema "The Wages of Love". A canção foi um grande sucesso na Irlanda, mas na Eurovisão terminou em sétimo lugar, num ano com quatro vencedores. Como resultado da sua interpretação, foi-lhe dada a hipótese de gravar com  Peter Warne, produzindo o grande sucesso "Nine Times out of Ten". Depois de partir para o Canadá en 1971, onde continuou a sua carreira musical, Day terá eventualmente seguido medicina e tornar-se terapeuta de laser. Day regressou a Belfast nos anos 1990, onde ela tem cantado com alguma regularidade.